# Depleción aguda de triptófano
La depleción aguda de triptófano (DAT) es una técnica diseñada para investigar directamente los efectos que ocurren cuando los niveles de serotonina en humanos son bajos. Los participantes en los estudios DAT ingieren una mezcla de aminoácidos que está desprovista de triptófano. Esto reduce el triptófano cerebral y, por lo tanto, la síntesis cerebral de serotonina. Las pruebas de DAT son una herramienta para estudiar las funciones de las monoaminas cerebrales en el comportamiento y los síntomas relacionados con diversos trastornos.

## Razonamiento detrás de la prueba

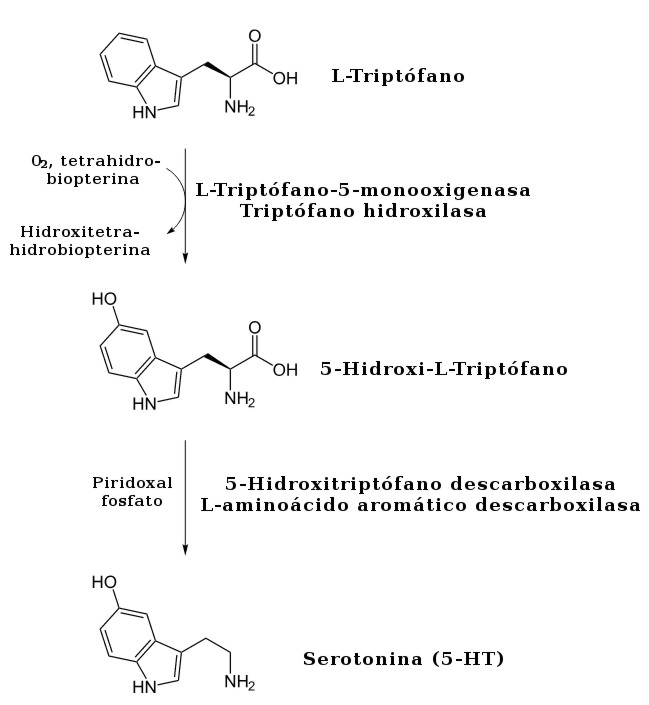
Biosíntesis de serotonina a partir del triptófano

La ingestión de una mezcla que contiene todos los aminoácidos esenciales a excepción del triptófano induce la síntesis de proteínas. A medida que el triptófano se incorpora a la proteína, su nivel en sangre y tejidos disminuyen. Debido a que la triptófano hidroxilasa cerebral, la enzima limitante de la velocidad en el camino del triptófano a la serotonina (5-hidroxitriptamina o 5-HT), normalmente no está saturada con triptófano, esto da como resultado una disminución en la síntesis de serotonina. La DAT fue desarrollada originalmente para investigar los síntomas asociados con niveles bajos de serotonina en el cerebro. También se ha usado junto con fármacos (y tratamientos no farmacológicos) para ver los efectos del medicamento que se revierten por DAT.

## Aplicaciones

### Usos en autismo
Los niveles cerebrales de serotonina dependen de la concentración en sangre de triptófano, que está en competencia directa con otros aminoácidos neutros, grandes y pequeños, para cruzar la barrera hematoencefálica. Las personas con trastornos del espectro autista (TEA) tienen una proporción significativamente menor de triptófano con respecto de otros aminoácidos en comparación con los sujetos control. Existe, por lo tanto, una creciente evidencia indirecta de que algunas anormalidades en la función cerebral dentro de los TEA pueden estar respaldadas por anormalidades de la serotonina. Este problema se puede abordar usando la depleción aguda de triptófano.
Se ha sugerido que los bebedores compulsivos experimentan un incremento desproporcionado de la impulsividad en las primeras fases del consumo de alcohol, llevándolos a una pérdida de control sobre la ingesta adicional de alcohol. Se ha razonado que los mecanismos serotoninérgicos pueden ser la base de tales efectos. Sin embargo, un estudio comprobó que los efectos del consumo de alcohol sobre la impulsividad no parecen ser el resultado de la reducción de la síntesis de serotonina. Además, los comportamientos no estaban relacionados con los cambios de comportamiento observados en el laboratorio.

## Limitaciones éticas
Dado que una baja en la cantidad de serotonina está asociada con depresión, agresión y suicidio, los participantes en los estudios de DAT deben controlarse cuidadosamente. Al final de un estudio DAT, los niveles de serotonina de los participantes deben restablecerse a la normalidad lo más rápido posible. Esto se logra mejor mediante la administración de triptófano, pero se ha realizado con mayor frecuencia al permitir que los participantes consuman alimentos con alto contenido de proteínas.
En un estudio de DAT en pacientes deprimidos recuperados, algunos de los cuales volvieron a experimentar un estado de ánimo deprimido, los participantes tuvieron una opinión positiva de su participación en el estudio. Los puntos de vista comunes eran que la participación en el estudio había cambiado la percepción que tenían de su enfermedad, y que el estudio les había ayudado a obtener más información y a facilitar la aceptación de ser vulnerables y les había hecho darse cuenta de cuánto habían mejorado durante el tratamiento.